# Tosca Bucarelli
Tosca Bucarelli (Firenze, 4 ottobre 1922 – Firenze, 10 gennaio 2000) è stata una partigiana e antifascista italiana, medaglia d'argento al valor militare.

## Biografia
Poco più che ventenne, entrò nei GAP (Gruppi d'Azione Patriottica) fiorentini, formazioni organizzate dai comunisti per organizzare in città azioni contro gli occupanti nazifascisti. Bucarelli fu protagonista di numerose azioni. La più pericolosa riguardò l'8 di febbraio del 1944 l'attacco al bar "Paskowsky", tra i più famosi caffè fiorentini che ancora si trova nella centralissima Piazza Repubblica, e all'epoca abitualmente frequentato dai comandanti tedeschi e dai fascisti italiani. Bucarelli insieme ad Antonio Ignesti entrarono nel locale e si accomodarono a un tavolo per piazzare una bomba che Tosca aveva trasportato nella propria borsetta. Non riuscirono, però, a fissare l'ordigno, che, con la miccia già accesa, cadde. Tosca riuscì a spegnerla e a nasconderla in borsa. Fallita l'operazione i due gappisti cercarono di allontanarsi, ma vennero bloccati. Nel parapiglia che seguì, Ignesti riuscì a fuggire, mentre Bucarelli venne catturata e tradotta a "Villa Triste", covo della "banda Carità". Durante la reclusione, venne picchiata e torturata, subendo danni permanenti, ma non fornisce alcuna informazione.. È allora trasferita nel carcere di Santa Verdiana, in attesa di essere uccisa o deportata. Invece, il 9 luglio 1944 con una delle azioni più ardite e famose della Resistenza fiorentina i GAP, guidati da Elio Chianes e Bruno Fanciullacci, la liberarono insieme ad altre sedici antifasciste.
Si sposò subito dopo la Liberazione di Firenze con il partigiano Roberto Martini, con cui ebbe due figli. Negli anni successivi continuò l'attività nell'ANPI e nel partito comunista venendo eletta consigliera comunale a Firenze tra il 1975 e il 1980. 
Muore il 10 gennaio 2000.

## Memoria
- Nel documentario di Liliana Cavani La Donna nella Resistenza (1965), Tosca Bucarelli è una delle protagoniste.
- Nel 2018 esce “Amiche per la libertà – Tosca Martini, Tosca Bucarelli e le altre”, corto realizzato dalla Scuola di Cinema “Anna Magnani” con la regia di Massimo Smuraglia.
- A Firenze hanno intitolato a Tosca Bucarelli la sala consiliare di Villa Vogel, sede del Quartiere 4[3].
- A Firenze hanno anche intitolato a Tosca Bucarelli il giardino del Saletto